# Komutator (elektrotechnika)

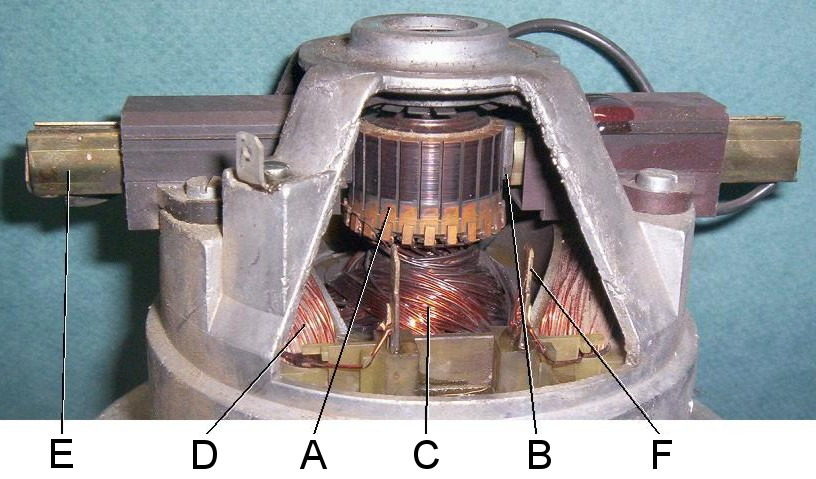
Komutator w silniku uniwersalnym z odkurzacza. Części: (A) komutator, (B) szczotka, (C) uzwojenia wirnika (twornik), (D) stojan (F) uzwojenie pola, (E) prowadnice szczotek

Zasada działania komutatora przystosowanego do prądu stałego

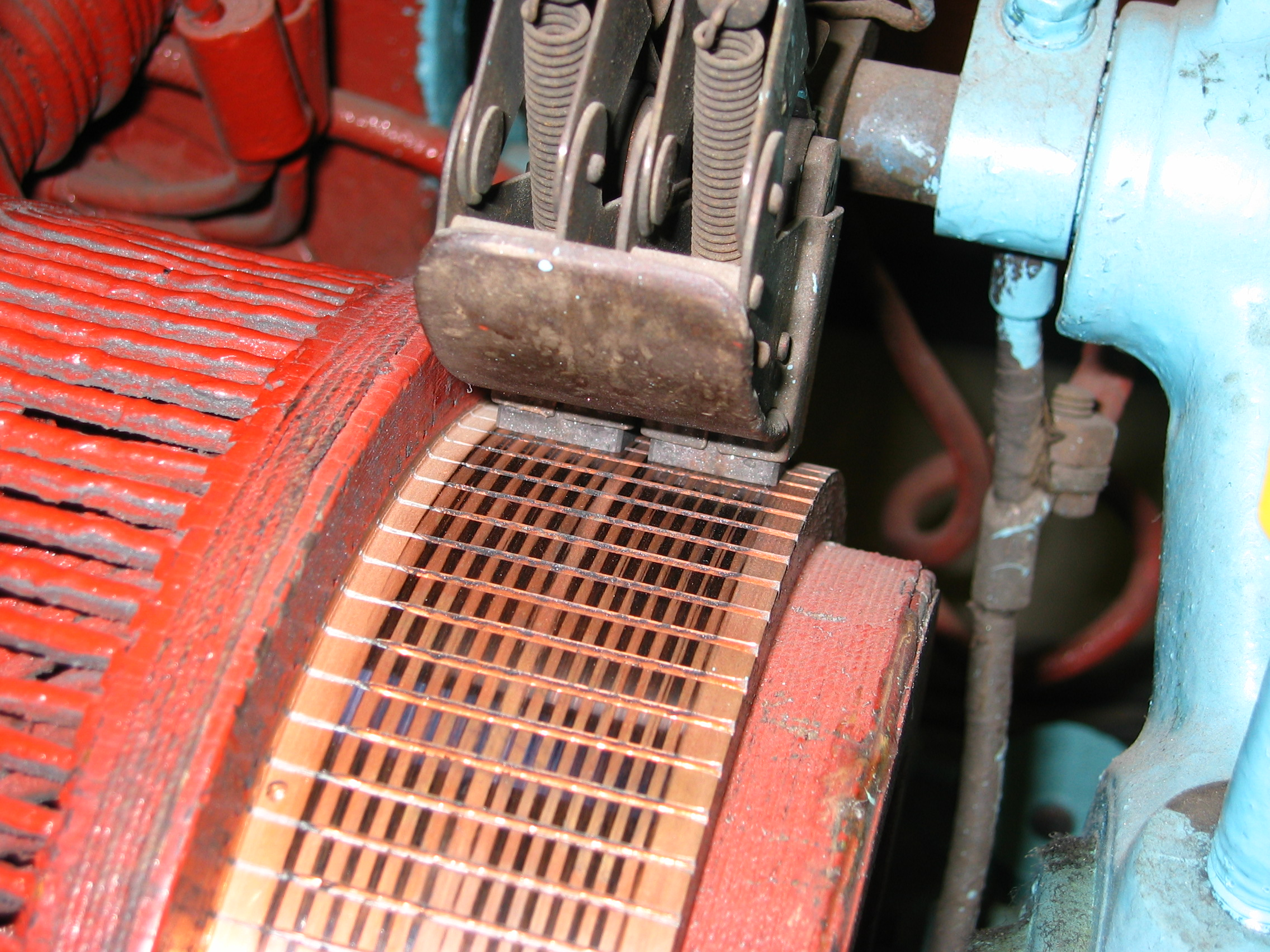
Komutator silnika elektrycznego prądu stałego i przylegające do niego szczotki

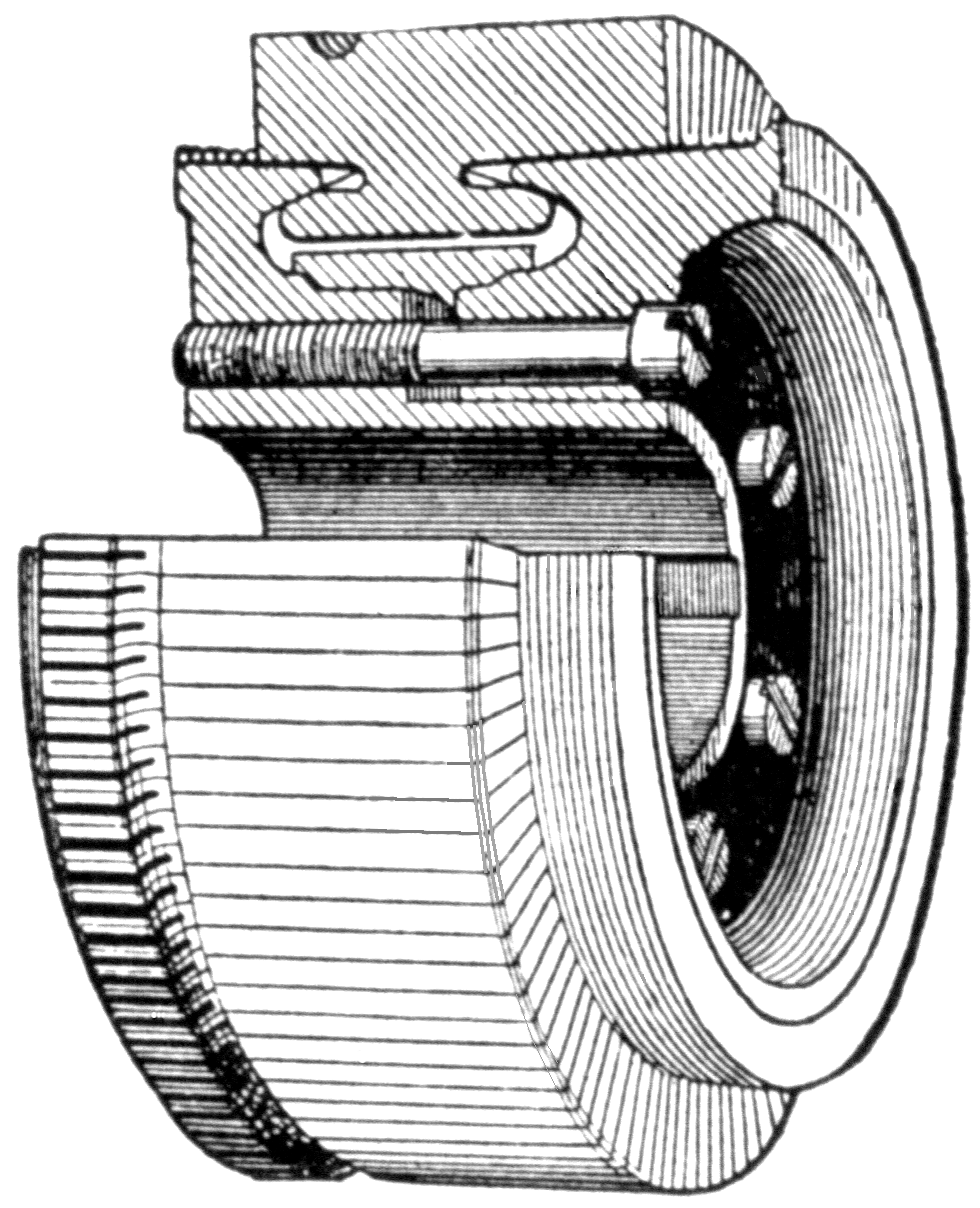
Przekrój poprzeczny komutatora, który można zdemontować do naprawy.

Komutator – element przełączający, umieszczany na wirniku komutatorowych maszyn elektrycznych (silników prądu stałego i generatorów prądu stałego zwanych także prądnicami). Komutator umożliwia przepływ prądu elektrycznego do wirnika synchronicznie z obrotem wirnika, przełączając kierunek prądu w uzwojeniach wirnika wraz z jego obrotem. Komutator zbudowany jest z dielektrycznego walca o wysokiej odporności temperaturowej, nałożonego na oś wirnika. Na powierzchni walca umieszczone są wzdłużnie sekcje, najczęściej miedziane. Do nich podłączone są kolejne uzwojenia wirnika. Sekcje izolowane są między sobą przy pomocy przekładek polimerowych. Po powierzchni walca ślizgają się grafitowe szczotki, dociśnięte przez sprężyny.
W przypadku prądnicy stałe pole magnetyczne wytworzone w uzwojeniu wzbudzenia, magneśnicy, indukują w obracającym się uzwojeniu wirnika przemienną siłę elektromotoryczną indukcji. Na każdy pełny obrót wirnika w uzwojeniu kierunek siły elektromotorycznej zmienia się dwukrotnie. Komutator, jak widać na ilustracji, przełącza uzwojenie tak, że na zaciskach jest napięcie pulsujące o stałym kierunku. Dla uproszczenia pokazano jedno uzwojenie. W rzeczywistych maszynach liczba takich uzwojeń jest większa.
W przypadku silnika prądu stałego komutator pozwala na takie przełączanie uzwojeń wirnika, by kierunek siły elektrodynamicznej powstającej w wirniku był stały.

## Patenty
- Elihu Thomson – U.S. Patent 242,488 – Commutators for Dynamo Electric Machines – 7 czerwca 1881.
- Henry Jacobs – U.S. Patent 246,612 – Commutator for Magneto Electric Machines – 6 października 1881.
- Frank. B. Rae & Clarence. L. Healy – U.S. Patent 294,270 – Commutator For Dynamo or Magneto Electric Machines – 26 lutego 1884.
- Nikola Tesla – U.S. Patent 334,823 – Commutator for Dynamo Electric Machines – 26 stycznia 1886.
- Thomas E. Adams – U.S. Patent 340,537 – Commutator for Dynamo-Electric Machines – 27 kwietnia 1886.
- Nikola Tesla – U.S. Patent 382,845 – Commutator for Dynamo Electric Machines – 15 maja 1888.

## Najprostszy komutator praktyczny

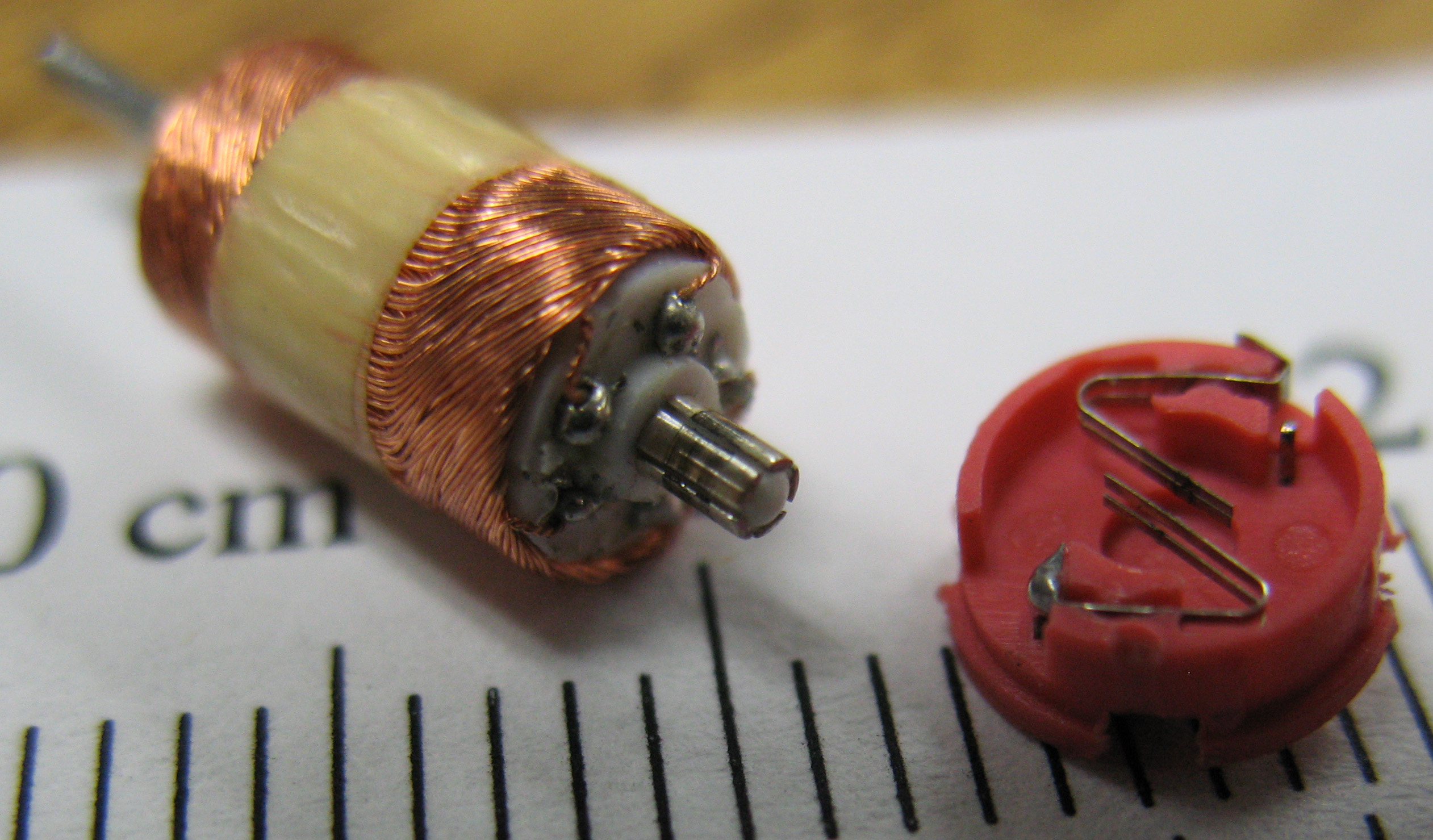
Mały, 5-segmentowy komutator o średnicy mniejszej niż 2 mm, na silniku prądu stałego w zabawkowym samochodzie z systemem ZipZaps.

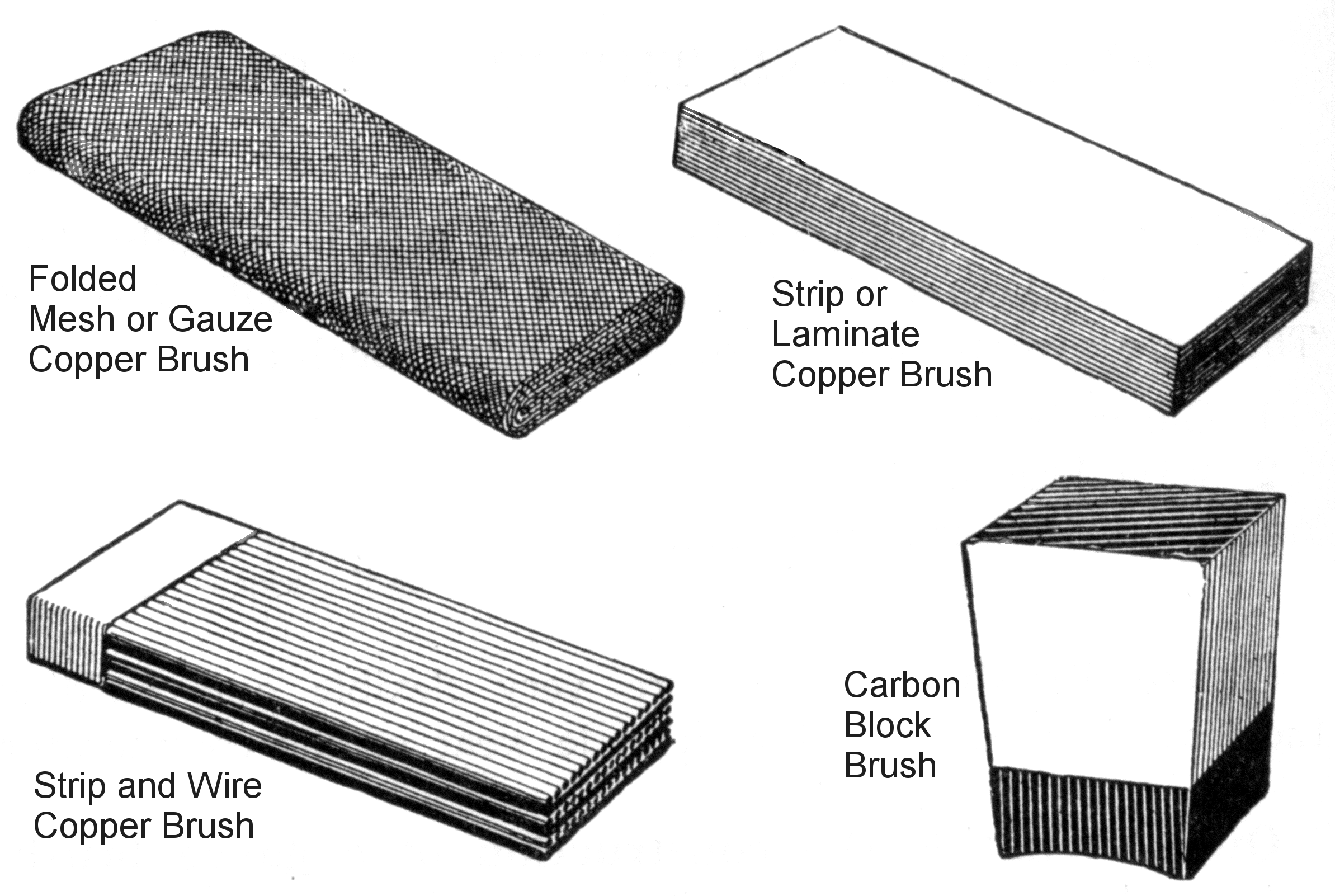
Różne rodzaje szczotek miedzianych i węglowych

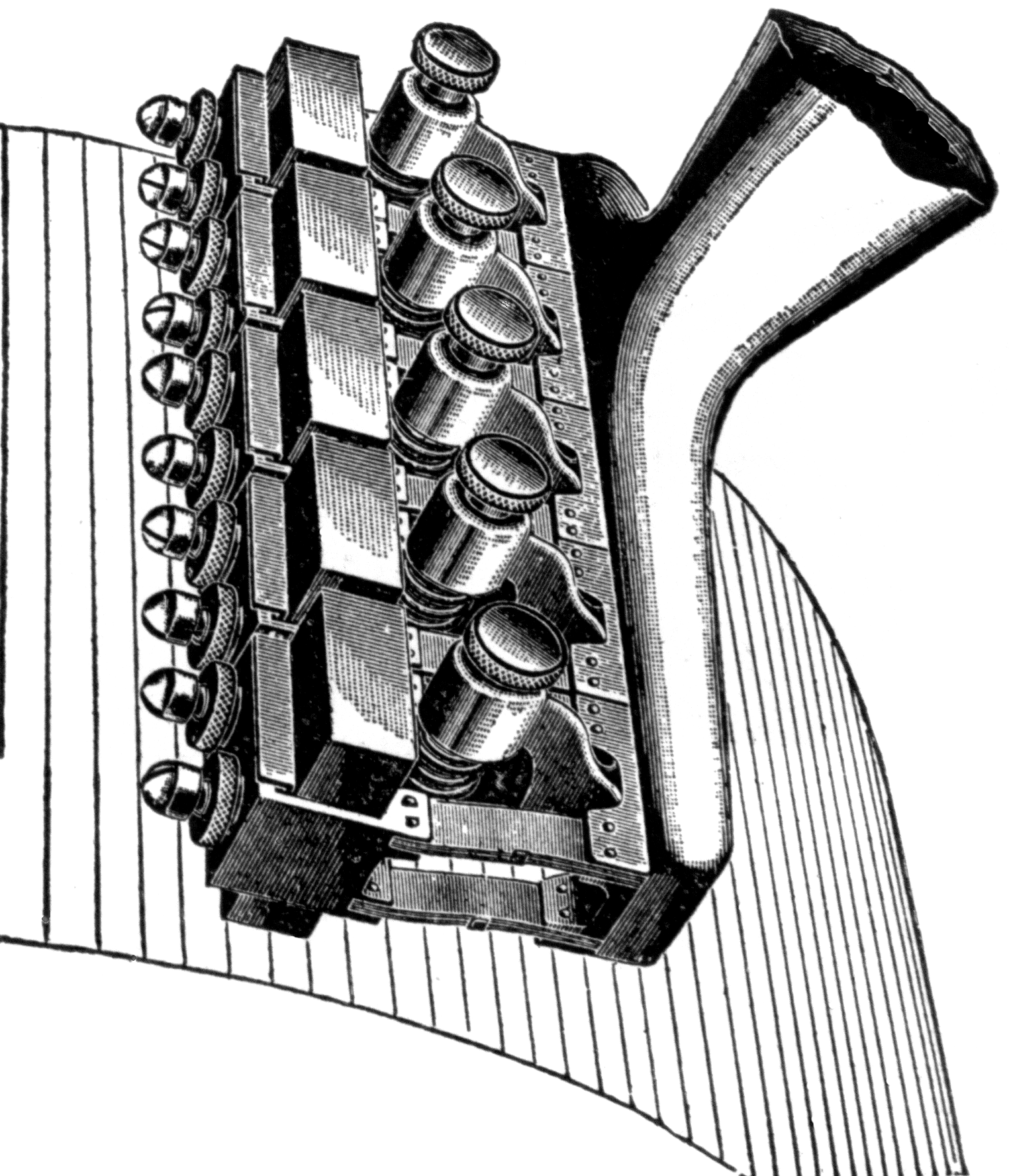
Uchwyt szczotki węglowej z pojedynczymi zaciskami i regulacją naprężeń dla każdego bloku węglowego.

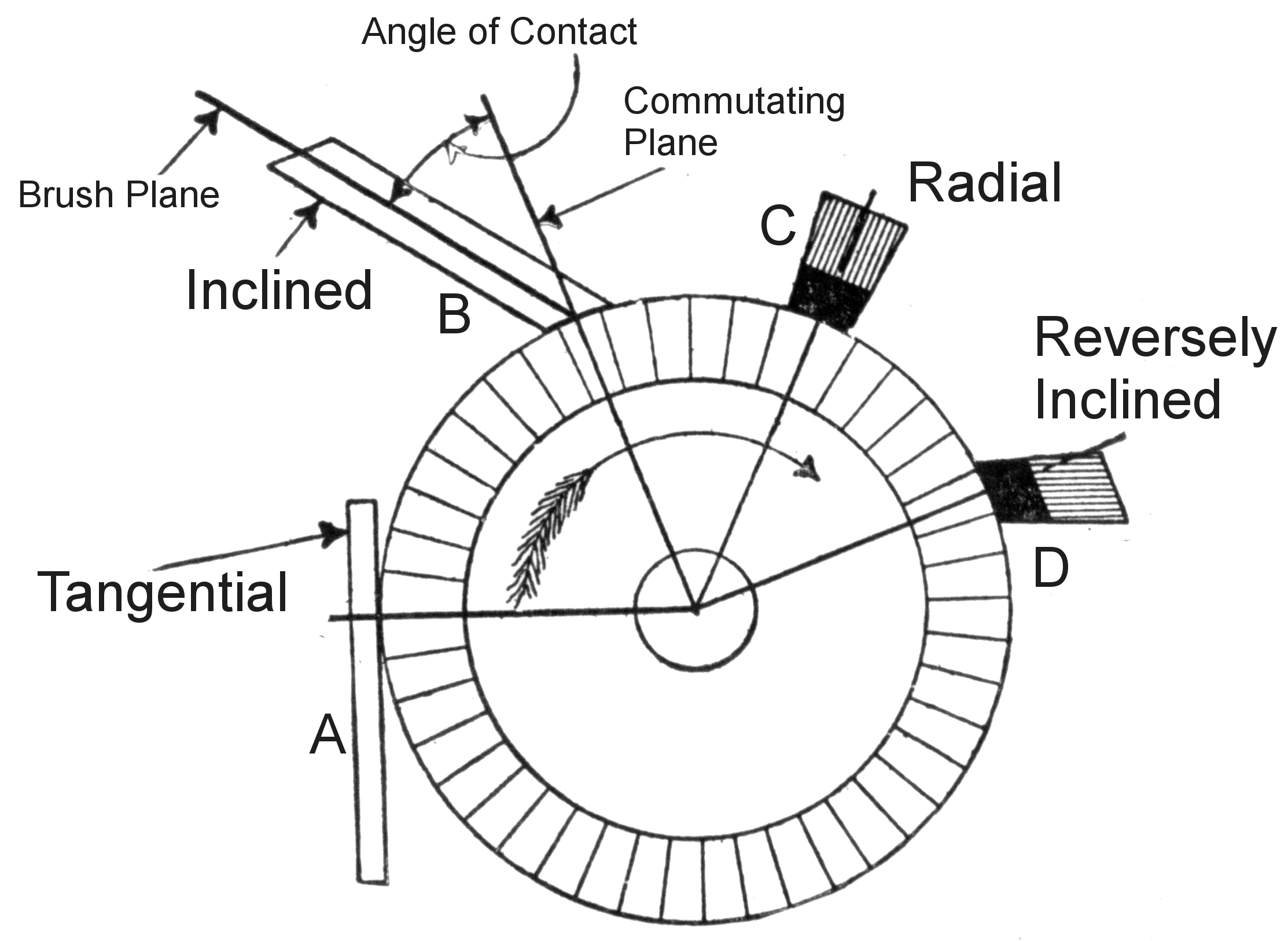
Różne typy szczotek mają różne kąty styków szczotek

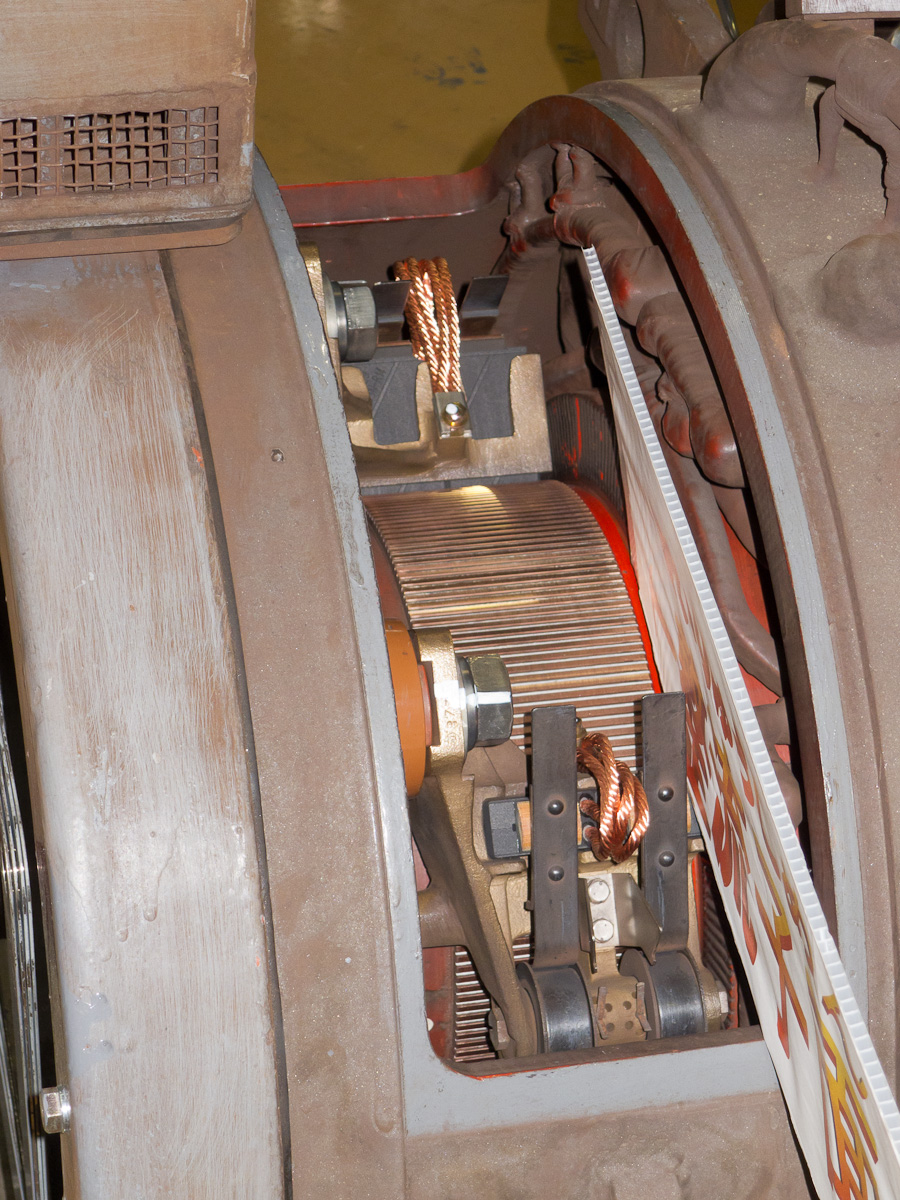
Montaż komutatora i szczotek silnika trakcyjnego; pręty miedziane są widoczne z lżejszymi taśmami izolacyjnymi pomiędzy prętami. Każda ciemnoszara szczotka węglowa posiada krótki, elastyczny przewód połączony miedzią. Części uzwojenia pola silnika, na czerwono, można zobaczyć po prawej stronie komutatora.

Praktyczne komutatory mają co najmniej trzy miejsca styków, aby zapobiec "martwemu" miejscu, gdzie dwie szczotki równocześnie łączą tylko dwa segmenty komutatora. Szczotki są szersze niż izolowana szczelina, aby szczotki zawsze stykały się z cewką uzwojeń. W przypadku komutatorów z co najmniej trzema segmentami, mimo że wirnik może potencjalnie zatrzymać się w miejscu, w którym dwa segmenty komutatora dotykają jednej szczotki, to tylko dezaktywuje jedno z ramion wirnika, podczas gdy inne będą działać prawidłowo. Przy pozostałych ramionach wirnikowych silnik może wytworzyć wystarczający moment obrotowy, aby rozpocząć obracanie się wirnika, a generator może dostarczyć użyteczną moc do obwodu zewnętrznego.

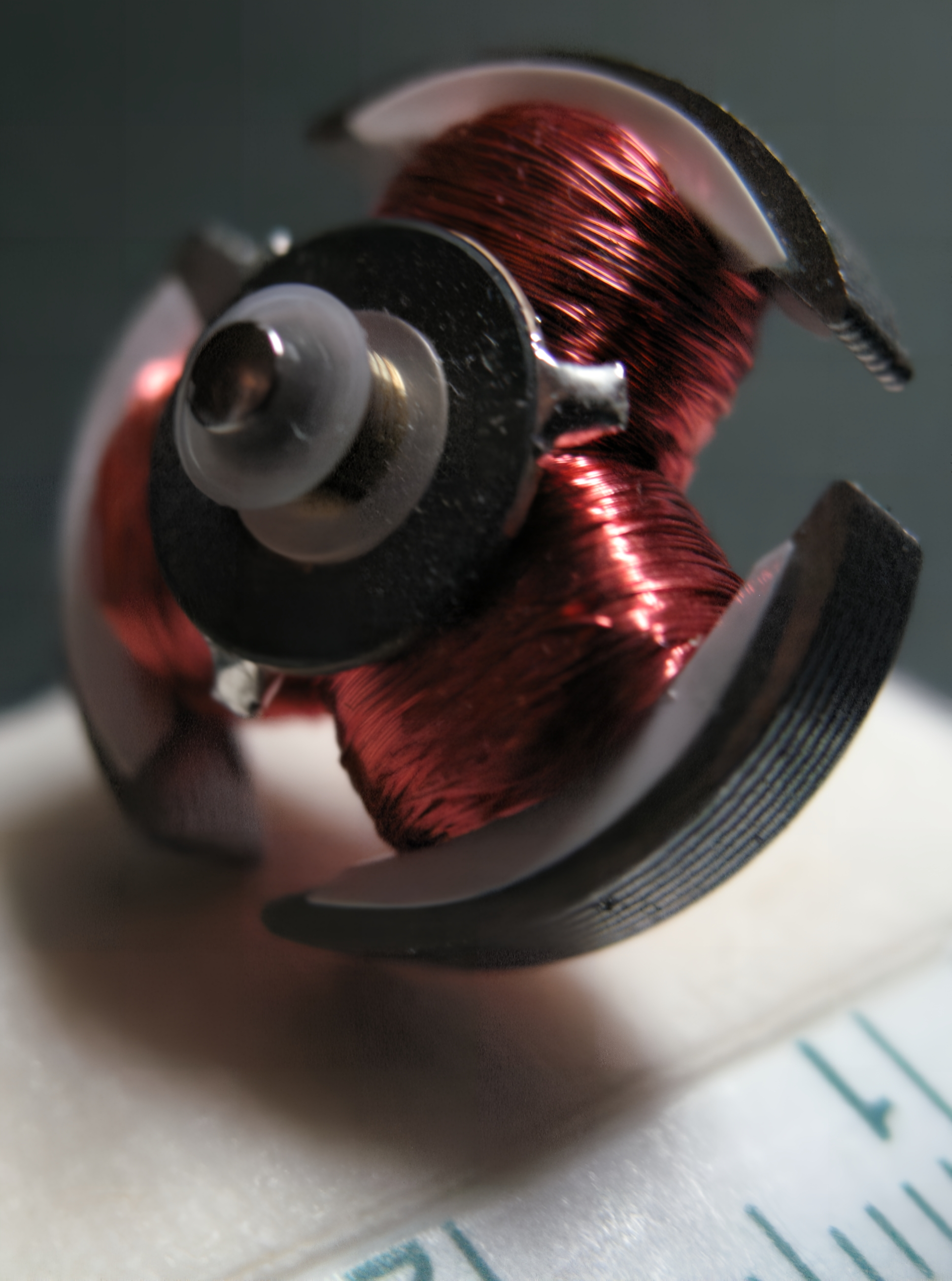
3 biegunowy rotor w porównaniu z linijką
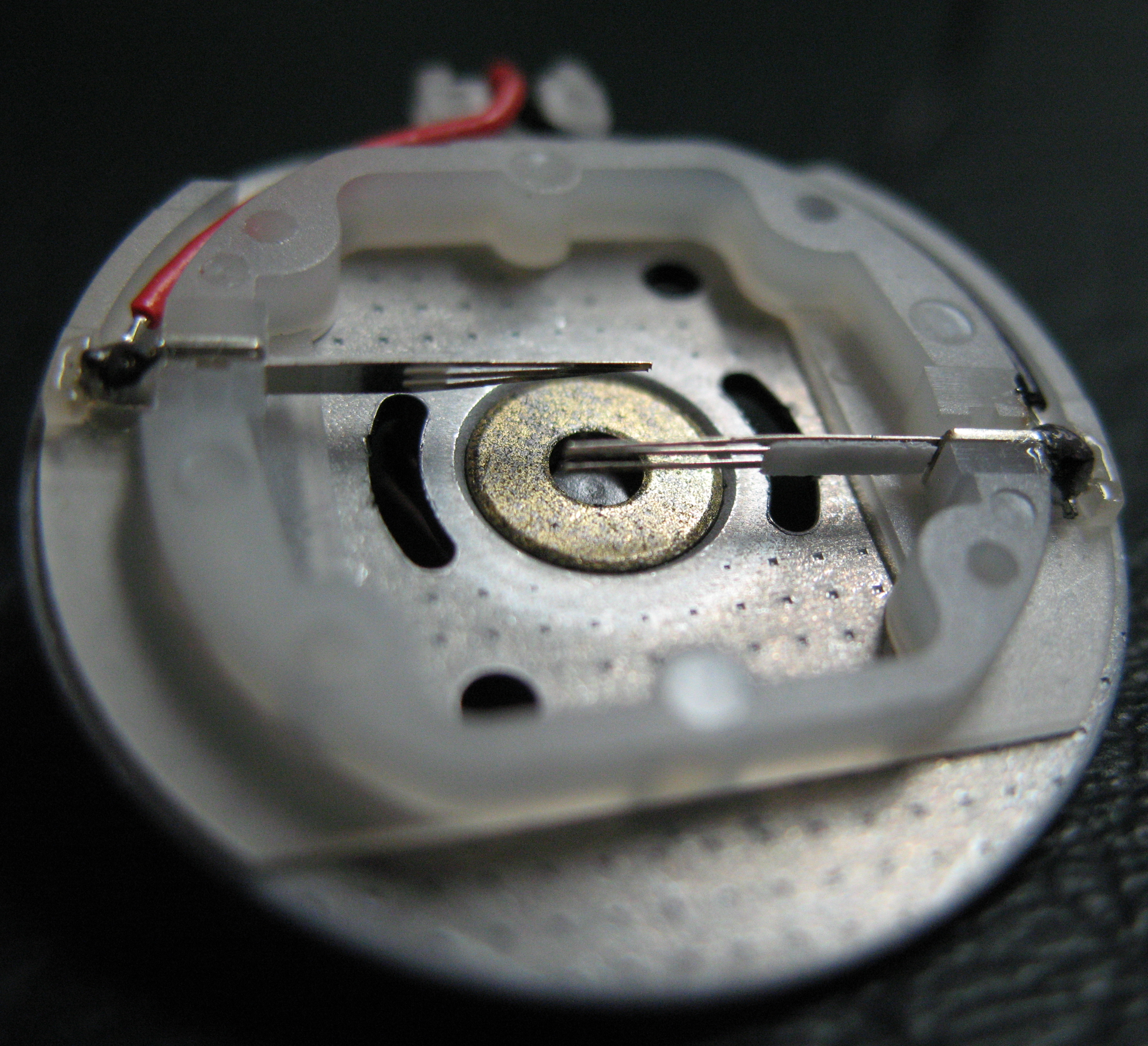
Zbliżenie na szczotki w komutatorze na prąd stały
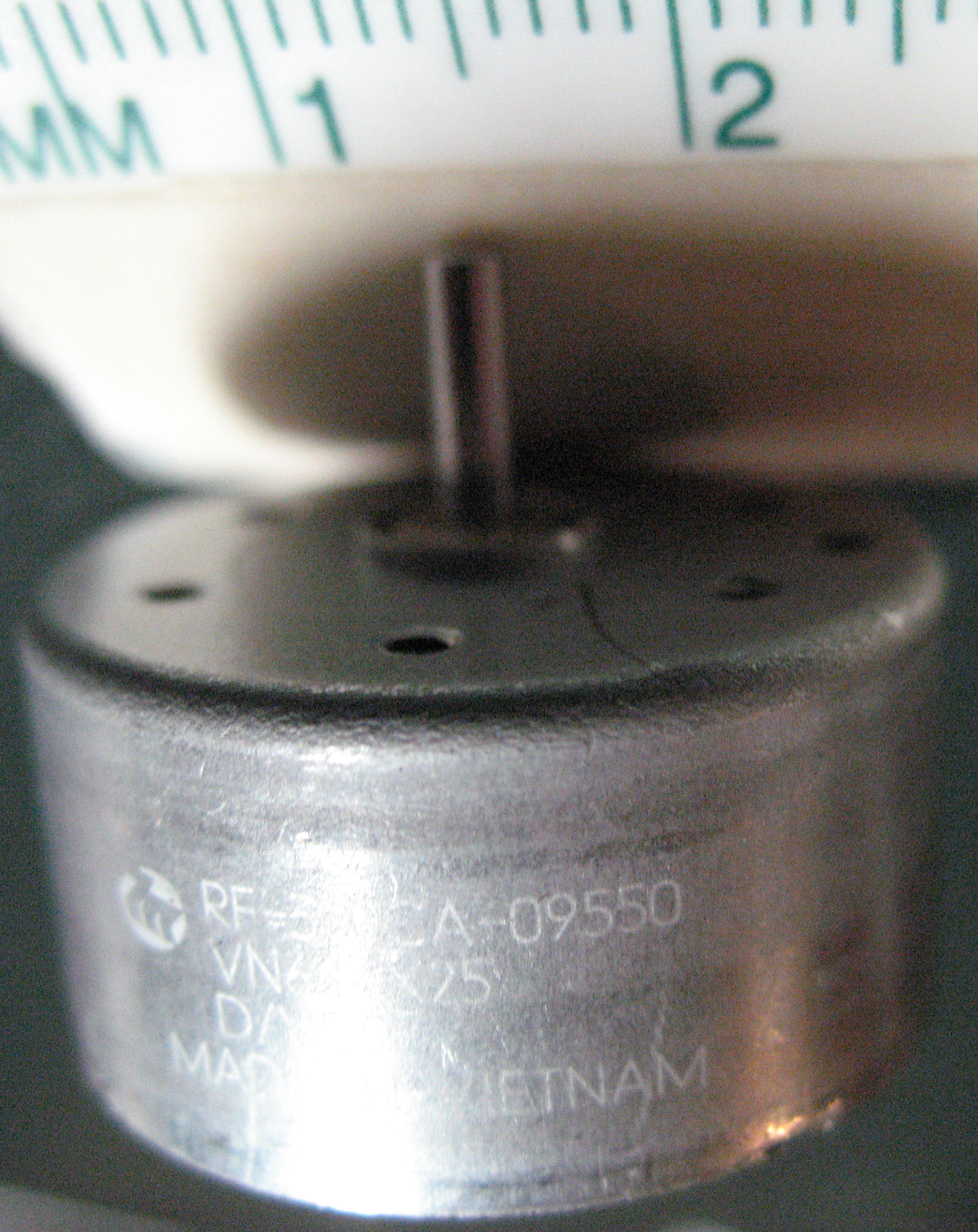

## Linki zewnętrzne

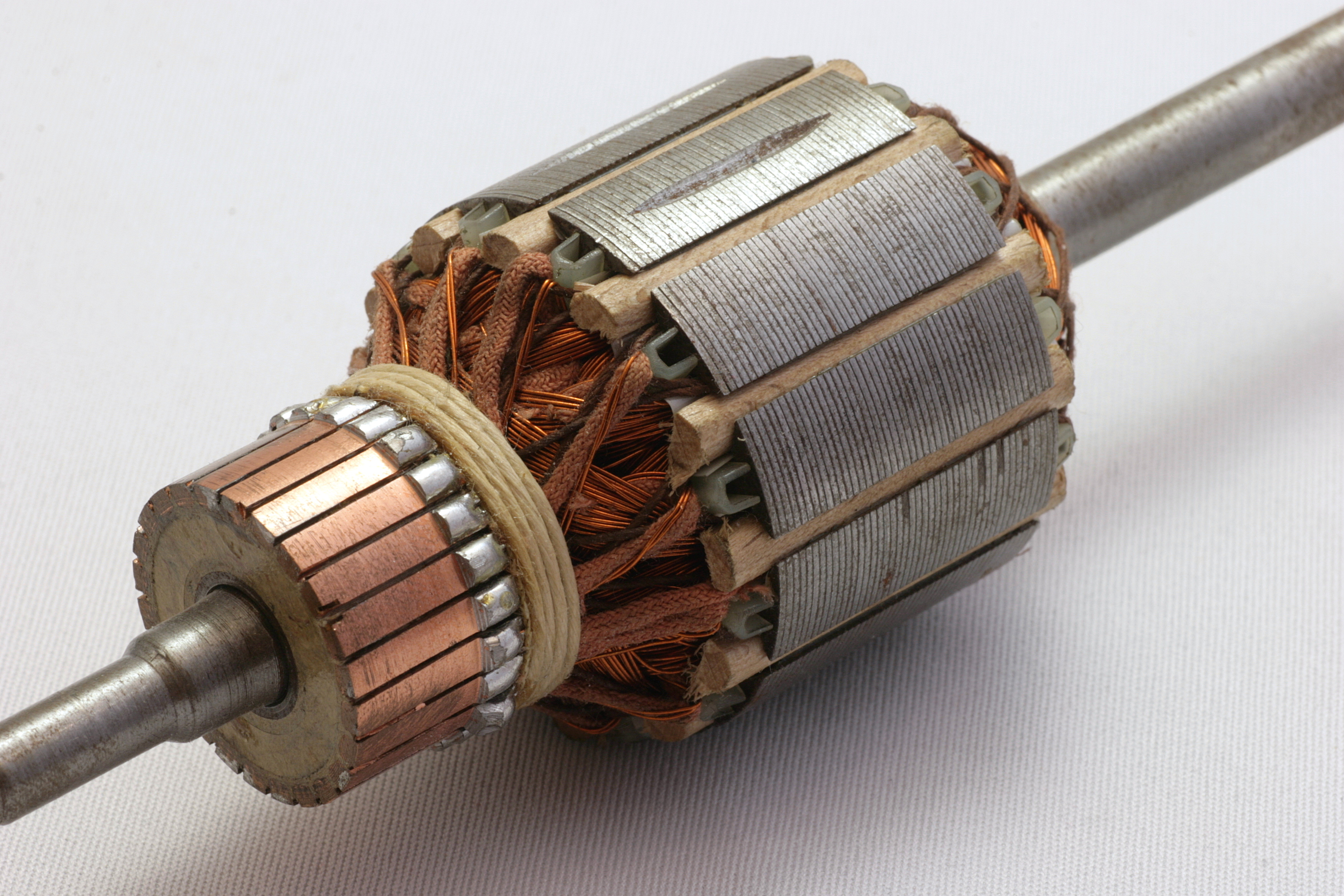
Wirnik małego silnika z komutatorem